# Trăind printre demoni 2

Afișul filmului

Trăind printre demoni 2 (titlu original: The Conjuring 2, denumit în Europa și The Enfield Case) este un film american supranatural din 2016 regizat de James Wan. Rolurile principale au fost interpretate de actorii Vera Farmiga, Patrick Wilson, Madison Wolfe, Frances O'Connor și Neal Parks.  Este al doilea film din seria Trăind printre demoni, după Trăind printre demoni (2013).

## Distribuție
- Vera Farmiga - Lorraine Warren
- Patrick Wilson - Ed Warren
- Frances O'Connor - Peggy Hodgson
- Madison Wolfe - Janet Hodgson
- Simon McBurney - Maurice Grosse
- Franka Potente - Anita Gregory
- Lauren Esposito - Margaret Hodgson
- Patrick McAuley - Johnny Hodgson
- Benjamin Haigh - Billy Hodgson
- Maria Doyle Kennedy - Peggy Nottingham
- Simon Delaney - Vic Nottingham
- Shannon Kook - Drew Thomas
- Sterling Jerins -  Judy Warren
- Bob Adrian - Bill Wilkins
- Abhi Sinha - Harry Whitmark
- Robin Atkin Downes - Bill Wilkins (voce)
- Bonnie Aarons - Demon Nun
- Javier Botet - Crooked Man